# Gabriel Veron
Gabriel Veron Fonseca de Souza (Assu, 3 september 2002) – alias Gabriel Veron – is een Braziliaans voetballer die doorgaans als vleugelspeler speelt. Hij verruilde Palmeiras in juli 2022 voor FC Porto.

## Clubcarrière
Veron speelde in de jeugd van Santa Cruz en Palmeiras. Bij laatstgenoemde club tekende hij op 14 november 2018 zijn eerste profcontract. Hij debuteerde op 28 november 2019 vervolgens in het eerste, tijdens een wedstrijd in de Série A tegen Fluminense. Een week later maakte hij zijn eerste twee goals voor Palmeiras, in een competitiewedstrijd tegen Goiás (5–1). Veron speelde in 3,5 seizoen 49 wedstrijden in de Série A en kwam daarnaast voor Palmeiras uit in de Copa do Brasil, de Copa Libertadores en het Campeonato Paulista. Zijn ploeggenoten en hij wonnen in die tijd al deze toernooien.
Veron verruilde Palmeiras in juli 2022 voor FC Porto, de kampioen van Portugal in het voorgaande seizoen. Hier fungeerde hij in zijn eerste seizoen voornamelijk als invaller. Hij won dat jaar als zodanig beide nationale bekers en de Portugese supercup. Daarnaast speelde hij zijn eerste wedstrijden in de Champions League, tegen Atlético Madrid en Club Brugge.

## Interlandcarrière
Veron nam met Brazilië –17 deel aan het Zuid-Amerikaans kampioenschap –17 van 2019. Hij won later dat jaar met datzelfde team het WK –17 van 2019 en werd na afloop verkozen tot beste speler van het toernooi.

## Erelijst
| Competitie                    |           |            |           |           |
| Competitie                    | Aantal    | Jaren      |           |           |
| Palmeiras                     | Palmeiras | Palmeiras  | Palmeiras | Palmeiras |
| ----------------------------- | --------- | ---------- | --------- | --------- |
| Copa Libertadores             | 2x        | 2020, 2021 |           |           |
| Recopa Sudamericana           | 1x        | 2022       |           |           |
| Copa do Brasil                | 1x        | 2020       |           |           |
| FC Porto                      |           |            |           |           |
| Beker van Portugal            | 1x        | 2022/23    |           |           |
| Taça da Liga                  | 1x        | 2022/23    |           |           |
| Supertaça Cândido de Oliveira | 1x        | 2022       |           |           |
| Brazilië –17                  |           |            |           |           |
| Wereldkampioen –17            | 1x        | 2019       |           |           |